# Жуки-гнойовики

Жуки-гнойовики Kheper nigroaeneus та Garreta nitens (вони зелені) швидко розтягують слонячий гній. Заповідник Manyoni Private Game Reserve у Південно-Африканській Республіці

Жуки-гнойовики́, в Україні колись їх також називались ґадзу́лі — комахи ряду твердокрилих, котрі харчуються головним чином або виключно гноєм — екскрементами хребетних тварин. Назву вживають, звичайно, стосовно частини жуків з підродин Scarabeinae і Aphodiinae родини Пластинчастовусих, а також з родини Geotrupidae . Гній є іжею не лише для їх імаго, а також для личинок. Отже ці тварини є типовими копрофагами.
Видовий склад та поширення жуків-гнойовиків України та в усьому СРСР плідно вивчав С. І. Медведєв.

## Екологія
Гнойові жуки поширені по всьому суходолу, крім Антарктиди. Вони полюбляють достатньо теплі і зволожені біотопи. Цих комах можна зустріти у природних та штучних лісах, степах, луках, сільськогосподарських угіддях і, навіть, у пустелях. Цікаво, що у пустелі жуки-гнойовики використовують вологу кульку з гною, щоб охолоджувати своє тіло при пересуванні кульки по розжареному піску. Чисельність і різноманіття гнойовиків більші в місцях стабільного масового випасання худоби.
Їжею для них стає гній травоїдних і всеїдних тварин, причому гною останніх вони віддають перевагу. Гній містить усі необхідні для життя поживні речовини і воду. Щоправда, кількість цих речовин не така вже й велика. До того ж, гній жуки складують для харчування власних личинок. Усе це примушує комах заготовляти значні кількості гною, за масою набагато більші, ніж маса тіла комахи. Ймовірно, рекордсменом є калоїд-бик Onthophagus taurus — у свою нору він затягує гній, що важить у 1141 раз більше, ніж його власне тіло. Чим більше їжі матиме личинка гнойовика, тим більшим буде розмір тіла імаго, яке утвориться при її розвитку.
Деякі гнойовики додатково підхарчовуються грибами, плодами дерев, гнилим листям. У Центральній Америці мешкає гнойовик Deltochilum valgum, що часом полює на багатоніжок.
Переважна більшість жуків знаходять гній за допомогою нюху. Деякі види спеціалізуються на викраданні гною, знайденого і транспортованого іншими видами. Транспортуючи гній, жук захищає його від зазіхань інших гнойовиків, між комахами часом спалахують справжні бійки.

### Використання їжї
.

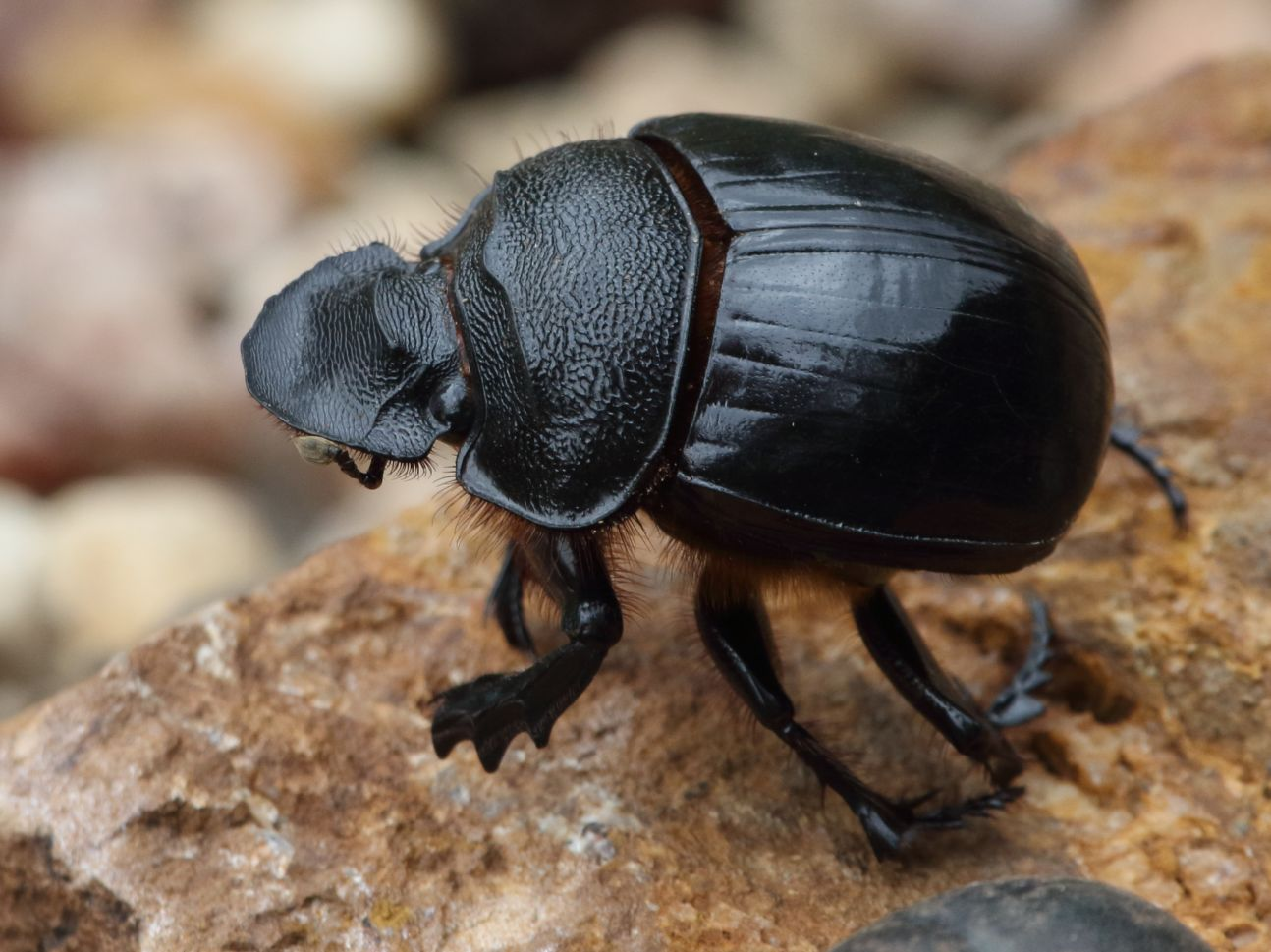
Самка південноафриканського жука-гнойовика Heliocopris neptunus Kheper. Схожа на лопаточку голова, підвищена із схилом передньоспинка і зубчасті передні гомілки допомагають гнойовикам відділяти шматочки гною від його скупчення і формувати з нього кульку

Гній через висихання досить швидко втрачає доступність для багатьох його споживачів. До того ж, цей ресурс є досить локальним і кількісно обмеженим. Це сприяло виробці у жуків певних поведінкових адаптацій для його раціонального споживання:
- утворення гнойових кульок, які легше транспортувати (котити). Кулька закопується у землю і стає запасом їжі для личинок;

- викопування нір у вигляді тунелів. Жуки заповнюють їх гноєм, яким харчуються самі і в якому проходить розвиток личинок;

- життя безпосередньо у гнойовій масі.

### Поведінка
Більшість гнойовиків, схопивши порцію їжі, намагається втекти з нею, швидко рухаючись по прямій, аби якнайшвидше віддалитися від агресивних конкурентів і уникнути зустрічі з жуками-«грабіжниками».
Якщо кулька гною призначена для личинок, самець і самка формують її разом. Транспортує кульку до ділянки з пухким вологим ґрунтом, звичайно, самець. Після досягнення такого місця комахи разом закопують кульку, під землею відбувається парування, і самка відкладає у гній яйця.
Багато видів гнойовиків активні у сутінках та вночі. Орієнтуватися у темряві їм допомагає місячне світло. Жуки-гнойовики — єдині комахи, які здатні орієнтуватися вночі за скупченнями яскравих зірок Чумацького Шляху.
Поведінку жуків-гнойовиків ретельно вивчав французький натураліст Ж.-А. Фабр. Зокрема, він спростував поширену думку, що зустрівши перешкоду, гнойовик із кулькою мобілізує на допомогу інших жуків. Насправді ж, гнойовики, які з'являються біля перешкоди, намагаються заволодіти чужою кулькою гною.

## Значення у природі та житті людини
Подібно до інших груп тварин, жуки-гнойовики є невід'ємною ланкою природних екосистем. Адже вони споживають неперетравлене іншими тваринами і цим пришвидшують мінералізацію рослинних рештків. Отже, ці комахи є важливою складовою комплексу організмів-редуцентів.
У 1965—1975 роках 23 види жуків гнойовиків було інтродуковано до Австралії для рятування пасовищ від покладів гною: той накопичувався, бо жуки місцевої фауни були не в змозі переробляти гній європейської худоби. Подібні проекти були також реалізовані у Новій Зеландії, Південній та Північній Америці.
Викопуючи норки, ці комахи поліпшують структуру ґрунту і зменшують кількість мух на пасовищах. Разом з гноєм жуки розселюють неперетравлені травоїдними насіння рослин і спори грибів. Плоди одного з видів південноафриканських горіхів за зовнішнім виглядом і стійким запахом (!) нагадує фекалії антилоп. Це спантеличує місцевих жуків-гнойовиків. Вони розтягують горіхи, що впали, і закопують їх, сприяючи поширенню рослини. На тілі гнойовиків часто-густо знаходять численних кліщів, які використовують жуків як засіб розселення. Разом з гноє жуки закопують у ґрунт яйця гельмінтів — паразитів людини і свійських тварин і, таким чином, знезаражують пасовища.
До того ж, ці жуки стають здобиччю тварин — хижаків (їжаків, птахів, жуків Staphylinidae тощо, а також паразитів. Цікаво, що гній ссавців збирають і складують у своїх норах-гніздах земляні сичі. Вважають, що таким чином вони підманюють жуків-гнойовиків, якими ці птахи харчуються.
Один з видів гнойовиків — скарабей священний — посідав особливе місце у культурі Стародавнього Єгипту.